# Angeliera gracilis
Angeliera gracilis är en kräftdjursart som först beskrevs av Ganamuthu 1954.  Angeliera gracilis ingår i släktet Angeliera och familjen Microparasellidae. Inga underarter finns listade i Catalogue of Life.